# Тімоті Сполл
Ті́моті Ле́онард Сполл (англ. Timothy Leonard Spall, нар. 27 лютого 1957, Лондон, Велика Британія) — британський актор театру, кіно і телебачення. Відомий широкому загалу за ролями Пітера Петіґру у п'яти фільмах про Гаррі Поттера, а також художника Вільяма Тернера в однойменному фільмі.
Крім того, відомий своїми ролями у таких фільмах як: «Home Sweet Home» (укр. «Дім, милий дім») 1982 року, «Life is Sweet» (укр. «Життя солодке») 1990 року, «Таємниці і брехня» 1996 року, «Гармидер» 1999 року, «Все або нічого» 2002 року, «Король говорить!» 2010 року.
Номінант премії BAFTA за найкращу чоловічу роль, лавреат премії Каннського кінофестивалю за найкращу чоловічу роль за роль Вільяма Тернера у фільмі «Містер Тернер».
У 2000 році за призначенням королеви Єлизавети II став офіцером Ордена Британської імперії (OBE).

## Життєпис

### Ранні роки
Народився майбутній актор 27 лютого 1957 року на півдні Лондона у житловому районі Баттерсі у багатодітній родині. Він був третім із чотирьох синів у сім'ї. Його мати, Сільвія (уроджена Леонард), працювала перукаркою, а батько, Джозеф, був поштовим службовцем.
Середню освіту здобув у середній школі району Баттерсі. Під час навчання там відвідує художній факультет. Захоплюється малюванням, цікавиться сюрреалізмом та імпресіонізмом. Його музичні смаки на той час були доволі різноманітними і коливалися від Джимі Гендрікса до Клода Дебюссі, Девіда Бові та Sparks. Сполл визнає, що він у школі хоча й почувався не дуже вмілим в інших шкільних предметах, неакадемічний характер школи, не заважав його творчому зростанню.
Також у підлітковому віці йде у кадети. І опиняється у складі 3-го Королівського танкового полку, що дислокується у Клепгемі, де отримує звання «молодший капрал».
Зіткнувшись із дилемою: військової кар'єри чи вступу до художнього коледжу, зрештою обирає шлях мистецтва.
Тож сценічну освіту почав здобувати у Національному молодіжному театрі та в Королівській академії драматичного мистецтва (RADA), до якої вступає у 18 років. Там він зміг отримати золоту медаль Бенкрофта (англ. Bancroft Gold Medal), яка вручається найперспективнішому акторові курсу. В цій академії він зіграв ролі у п'єсах «Макбет» і «Отелло».

### Кар'єра
Екранний дебют Тімоті Сполла відбувся у 1978 році, коли він з'явився у серіалі «BBC2 Play of the Week» (укр. «П'єса тижня BBC2») та драматичному фільмі «The Life Story of Baal» (укр. «Історія життя Ваала), заснованому на п'єсі Бертольда Брехта «Ваал».
У 1979 році він приєднався до Королівської Шекспірівської трупи та близько двох років грав там у виставах «Віндзорські насмішниці», «Три сестри», «Життя та пригоди Ніколаса Нікльбі» та інших.
Під час роботи у Національному театрі Великої Британії грав дофіна Франції (Карла VII Звитяжного) у п'єсі Бернарда Шоу «Свята Йоанна».
Визнання на батьківщині йому принесла роль Баррі Тейлора в серіалі «Auf Wiedersehen, Pet» (1983—2004) на телеканалах ITV та BBC One.
Під час Новорічних Почестей у Сполученому Королівстві 31 грудня 1999 року Тімоті Сполл був відзначений званням офіцера Ордена Британської імперії (OBE).
Пізніше Сполл починає зніматися у яскравіших ролях. Широку світову популярність йому принесла роль Пітера Петіґру в серії фільмів «Гаррі Поттер». Визначною подією також стала головна роль Альберта Пірпойнта у фільмі «Останній кат» 2005 року. Він також зіграв комедійного персонажа Натаніеля у фільмі 2007 року «Зачарована», з'явився в основних ролях у фільмах «Свіні Тодд: Перукар-демон із Фліт-стріт», «Аппалуза», «Проклятий Юнайтед» та озвучив пса Баярда у фільмі «Аліса в Країні чудес».

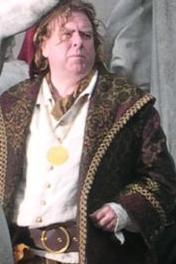
Сполл на зніманні фільму «Зачарована» у Нью-Йорку в 2006 році

У 2010 році він зіграв Вінстона Черчилля у фільмі «Король говорить!», за який як учасник акторського складу був спільно нагороджений премією Гільдії кіноакторів за найкращу акторську гру в кіно. На церемонії закриття літніх Олімпійських ігор 2012 року у Лондоні він мав змогу знову зіграти цю роль.
За свої роботи в кіно та на телебаченні Сполл неодноразово удостоювався номінацій на премію BAFTA. 2014 року отримав нагороду за найкращу чоловічу роль на Каннському кінофестивалі за біографічний фільм «Містер Тернер» режисера Майка Лі. За цю ж роль було отримано і Європейський кіноприз найкращому актору.
На додаток до своєї акторської кар'єри Сполл зайнявся малюванням, відродивши талант, який він не виявляв із підліткового віку. Його інтерес до живопису збільшився під час роботи над роллю художника Вільяма Тернера, і тепер його власні роботи виставлені в театрально-галерейному комплексі The Lowry у місті Манчестер, де зберігається найбільша колекція робіт Тімоті Сполла.
У 2016 році Сполл зіграв заперечувача Голокосту Девіда Ірвінга у фільмі «Заперечення». 2021 року він з'являється у драматичному фільмі «Спенсер: Таємниця принцеси Діани», де постає у ролі майора кінноти Алістера Грегорі.

## Особисте життя

### Родина
Знайомство Тімоті Сполла із майбутньою дружиною Шейн відбулося через їхнього спільного друга. У пари швидко зав'язалися романтичні стосунки. Та на той момент Шейн вже мала дитину. Однак вже через три місяці після знайомства вони одружилися, а Тімоті не злякавшись дитини від першого чоловіка, став вітчимом у 24 роки. Рідний брат Тімоті, Меттью — директор компанії «Morpheme», яка займається розробкою комп'ютерних ігор.

#### Дружина
Шейн Сполл народилася і виросла в небагатій багатодітній родині в маленькому містечку, розташованому неподалік Кеннока в англійському регіоні Західний Мідленд.
У 17 років вона залишила дім, і поїхала до Уельсу. За її словами, була хіпі . Батько її першої дочки Паскаль був австралійцем і покинув Шейн, коли та була на восьмому місяці вагітності. Через сім років у Лондоні вона познайомилась із Тімоті, коли він знімав кімнату в її давнього товариша .
Тімоті та Шейн одружилися 16 жовтня 1981 року.

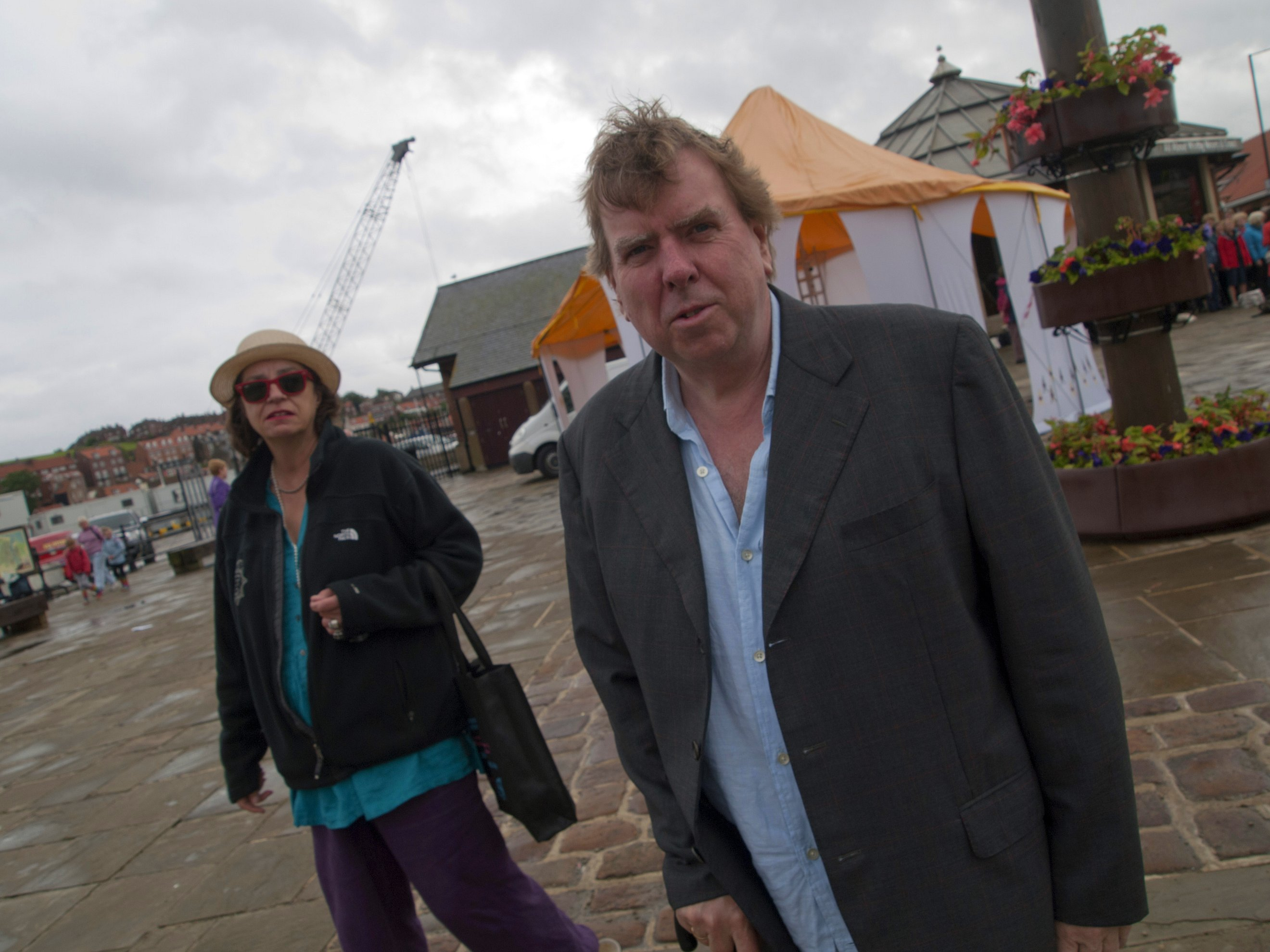
Під час знімання фільму про власну морську подорож

У 2005 році Шейн Сполл продемонструвала свої письменницькі здібності, написавши дві книги, засновані на їхніх спільних з чоловіком пригодах на човні навколо Британських островів. У мемуарах під назвами «The Voyages Of The Princess Matilda» (укр. «Мандрівка принцеси Матильди») і «The Princess Matilda Comes Home» (укр. «Принцеса Матильда повертається додому») розповідається про їхні водні подорожі, спосіб життя на човнах та про проблеми, з якими вони зіткнулися. Крім того, ця подорож надихнула на створення серіалу, англ. «Timothy Spall: Back at Sea» на телеканалі BBC Four, в якому зображуються пригоди на екрані.

#### Діти
Тож подружжя має троє дітей: старша донька Паскаль (народилася у 1976) — дизайнерка з текстилю, молодша донька Мерседес (народилася у 1985) — вчителька. Син Рейф (народився у 1983), як і батько, став актором.
Шейн і Тімоті мають сім онуків та онучок.

### Хвороба
У 1996 році у Сполла діагностували гострий мієлоїдний лейкоз, але він пройшов курс хіміотерапії і наразі перебуває в стані ремісії.
Після успіху фільму «Таємниці і брехня», акторська трупа мала летіти до Франції, аби взяти участь у Каннському кінофестивалі. Однак Тімоті Сполл не полетів разом з рештою акторів, а у зв'язку з погіршенням здоров'я потрапив до лікарні. Лікарі діагностували лейкемію, з шансами вижити 60 % на 40 %.
Його ослаблена імунна система робила хіміотерапію ризикованою, тому він отримав лише два курси з необхідних п'яти. Під час його хвороби його дружина Шейн непохитно підтримувала, завжди була поруч і друкувала на своєму ноутбуці власні мемуари.

Про свою хворобу він казав так: 
|  | «Я не знав, що зробило мене хворим, але стрес мав якесь відношення до цього, і тепер завдання полягає у тому, щоб запобігти стресу ще на самому підході. Це змусило мене усвідомлювати речі та стати більш вибірковим. Я менше турбуюся про зайнятість»Оригінальний текст (англ.) «I didn't know what made me ill but stress had something to do with it and the point is now to head off stress at the pass. It made me aware of things and become more selective. I am less worried about employment» . |

У 2014 році він ствердив, що «подолав рак саме завдяки любові своєї дружини Шейн».

### Схуднення
Саме після ролі художника Тернера Сполл взявся за режим здорового харчування, завдяки якому підтягнувся і скинув вагу.
До того ж рішення Сполла змінити своє тіло збіглося з усвідомленням того, що він втомився грати ролі другого плану. В інтерв'ю він пояснював, що вирішив схуднути у 2014 році, готуючись до участі у горор-серіалі «The Enfield Haunting» (укр. «Привиди Енфілда»). Він зберіг свою нову схудлу фігуру, відмовившись від цукру та алкоголю. Та попри позитивні зміни, він зазначав, що зміна його зовнішності привернула увагу прихильників, оскільки люди розмірковували про стан його здоров'я або висловлювали перевагу його колишній вазі.

### Художник
Під час пандемії Covid-19 Сполл зайнявся живописом і створив 20 картин, які згодом були виставлені на його першій персональній виставці під назвою «Out Of The Storm» (укр. «Із Бурі») в лондонській галереї «Pontone Gallery», що тривала до 19 липня 2021 року. За його словами багато з написаних картин несуть особисті історії та емоції. Жартома він говорив про свою роботу художником так:
|  | «Це дуже дивно, я не надто впевнений, хто їх зробив... Це був якийсь хлопець, який кілька місяців тому був трохи схожий на мене, плакав, лаявся і брязкав фарбою. Але, дивлячись на них [на картини], вони, напевно, в порядку» Оригінальний текст (англ.) «It's very surprising, I'm not too sure who has done them... It was some bloke who was a bit like me crying and swearing and chucking paint around a few months ago. But looking at them, they're probably alright». |

## Фільмографія
Актор з'являвся у кіно і на телебаченні понад 150 разів.
Його кінотеатральний дебют відбувся у фільмі 1979 року «Квадрофенія». А впізнаваності у Британії досяг завдяки ролі Баррі Тейлора в комедійному серіалі «Auf Wiedersehen, Pet» (укр. «До побачення, домашні»), що виходив на телебаченні з 1983 по 2004 рік. Ця роль у серіалі принесла йому першу популярність та похвалу критиків.
| Рік  | Оригінальна назва                               | Назва українською                             | Роль                       | Примітки                  |  |
| ---- | ----------------------------------------------- | --------------------------------------------- | -------------------------- | ------------------------- |  |
| 1978 | The Life Story of Baal                          | укр. «Історія життя Ваала»                    | Лупу                       |                           |  |
| 1978 | BBC2 Play of the Week                           | укр. «П'єса тижня BBC2»                       | Уейнрайт                   | 1 епізод                  |  |
| 1979 | Quadrophenia                                    | укр. «Квадрофенія»                            | Гаррі                      |                           |  |
| 1982 | The Missionary                                  | укр. «Місіонер»                               | Парсвелл                   |                           |  |
| 1982 | Remembrance                                     | укр. «Спогад»                                 | Дуглас                     |                           |  |
| 1985 | The Bride                                       | укр. «Міст»                                   | Паулюс                     |                           |  |
| 1985 | Dutch Girls                                     | укр. «Голландські дівчата»                    | Ліндон Джеліко             |                           |  |
| 1986 | Gothic                                          | укр. «Готика»                                 | Джон Полідорі              |                           |  |
| 1987 | Body Contact                                    | укр. «Контакт тіла»                           | Пол                        |                           |  |
| 1987 | Dream Demon                                     | укр. «Демон снів»                             | Пек                        |                           |  |
| 1988 | To Kill a Priest                                | укр. «Вбити священника»                       | Ігор                       |                           |  |
| 1989 | Crusoe                                          | укр. «Крузо»                                  | Преподобний Мілн           |                           |  |
| 1990 | White Hunter Black Heart                        | укр. «Білий мисливець, чорне серце»           | Ходкінс, Буш Пілот         |                           |  |
| 1990 | The Sheltering Sky                              | укр. «Захистне небо»                          | Ерік Лайл                  |                           |  |
| 1990 | 1871                                            | 1871                                          | Рамборд                    |                           |  |
| 1990 | Life Is Sweet                                   | укр. «Життя солодке»                          | Обрі, друг сім'ї           |                           |  |
| 1996 | Secrets & Lies                                  | Таємниці та брехня                            | Моріс Перлі                |                           |  |
| 1996 | Hamlet                                          | Гамлет                                        | Розенкранц                 |                           |  |
| 1998 | Still Crazy                                     | укр. «Все ще божевільний»                     | Девід «Біно» Баггот        |                           |  |
| 1998 | The Wisdom of Crocodiles                        | укр. «Мудрість крокодилів»                    | Інспектор Хілі             |                           |  |
| 1999 | Topsy-Turvy                                     | Гармидер                                      | Річард Темпл               |                           |  |
| 1999 | The Clandestine Marriage                        | укр. «Таємний шлюб»                           | Стерлінг                   |                           |  |
| 2000 | Love's Labour's Lost                            | укр. «Праця любові втрачена»                  | Дон Армадо                 |                           |  |
| 2000 | Vatel                                           | Ватель                                        | Гурвіль                    |                           |  |
| 2000 | Chicken Run                                     | Втеча з курника                               | щур Нік                    | Актор дубляжу             |  |
| 2001 | The Old Man Who Read Love Stories               | Старий, що читав любовні романи               | Мер Луїс Агалла            |                           |  |
| 2001 | Lucky Break                                     | Щасливий випадок                              | Кліфф Гамбелл              |                           |  |
| 2001 | Vanilla Sky                                     | Ванільне небо                                 | Томас Тіпп                 |                           |  |
| 2001 | Intimacy                                        | Інтим                                         | Енді                       |                           |  |
| 2001 | Rock Star                                       | Рок-зірка                                     | Метс                       |                           |  |
| 2002 | All or Nothing                                  | Все або нічого                                | Філ                        |                           |  |
| 2002 | Nicholas Nickleby                               | Ніколас Ніклбі                                | Чарльз Чирібл              |                           |  |
| 2003 | The Last Samurai                                | Останній самурай                              | журналіст Саймон Грехем    |                           |  |
| 2004 | Gettin' Square                                  | укр. «Ґенінг сквер»                           | Даррен Баррінгтон          |                           |  |
| 2004 | Lemony Snicket's A Series of Unfortunate Events | Лемоні Снікет: 33 нещастя                     | Містер По                  |                           |  |
| 2004 | Harry Potter and the Prisoner of Azkaban        | Гаррі Поттер і в'язень Азкабану               | Пітер Петіґру              |                           |  |
| 2005 | Harry Potter and the Goblet of Fire             | Гаррі Поттер і келих вогню                    | Пітер Петіґру              |                           |  |
| 2005 | Pierrepoint                                     | П'єрпойнт/Останній кат                        | Альберт П'єрпойнт          |                           |  |
| 2007 | Death Defying Acts                              | Смертельний номер                             | Шугармен                   |                           |  |
| 2007 | Harry Potter and the Order of the Phoenix       | Гаррі Поттер і Орден Фенікса                  | Пітер Петіґру              |                           |  |
| 2007 | Enchanted                                       | Зачарована                                    | Натаніель                  |                           |  |
| 2007 | Sweeney Todd: The Demon Barber of Fleet Street  | Свіні Тодд: Перукар-демон із Фліт-стріт       | посильний при суді Бамфорд |                           |  |
| 2008 | Appaloosa                                       | Аппалуза                                      | Філ Олсон                  |                           |  |
| 2009 | The Damned United                               | Проклятий Юнайтед                             | Пітер Тейлор               |                           |  |
| 2009 | Harry Potter and the Half-Blood Prince          | Гаррі Поттер і Напівкровний Принц             | Пітер Петіґру              |                           |  |
| 2009 | Heartless                                       | Безсердечний                                  | Джордж Морган              |                           |  |
| 2009 | Desert Flower                                   | Квітка пустелі                                | Террі Дональдсон           |                           |  |
| 2009 | From Time to Time                               | Час від часу                                  | Боггіс                     |                           |  |
| 2010 | Alice in Wonderland                             | Аліса в Країні Чудес                          | пес Баярд                  | Актор дубляжу             |  |
| 2010 | Wake Wood                                       | Ліс, що пробуджується                         | Артур                      |                           |  |
| 2010 | Jackboots on Whitehall                          | Чоботи на Уайтхоллі                           | Вінстон Черчилль           | Актор дубляжу             |  |
| 2010 | Reuniting the Rubins                            | Возз'єднання Рубінів                          | Ленні Рубінс               |                           |  |
| 2010 | The King's Speech                               | Король говорить!                              | Вінстон Черчилль           |                           |  |
| 2010 | Harry Potter and the Deathly Hallows — Part 1   | Гаррі Поттер і Смертельні реліквії: Частина 1 | Пітер Петіґру              |                           |  |
| 2011 | Harry Potter and the Deathly Hallows — Part 2   | Гаррі Поттер і Смертельні реліквії: Частина 2 | Пітер Петіґру              | В архівних кадрах         |  |
| 2011 | My Angel                                        | Мій ангел                                     | Містер Ламберт             |                           |  |
| 2012 | Assassin's Bullet                               | Код доступу «Софія»                           | Доктор Хан                 |                           |  |
| 2012 | Boy                                             | Хлопець                                       | Батько                     | Короткометражний          |  |
| 2012 | Comes a Bright Day                              | Хто отримає діамант?                          | Чарлі                      |                           |  |
| 2012 | Upside Down                                     | Паралельні світи                              | Боб Боручовіц              |                           |  |
| 2012 | The Rise                                        | Підйом/Пустка                                 | «D.I. West»                |                           |  |
| 2012 | Ginger & Rosa                                   | Джинджер і Роза/Бомба                         | Марк                       |                           |  |
| 2012 | Love Bite                                       | Незаймані, бережіться!                        | Сід                        |                           |  |
| 2014 | The Love Punch                                  | Любовний удар/Як вкрасти діамант              | Джеррі                     |                           |  |
| 2014 | Mr. Turner                                      | Містер Тернер                                 | Вільям Тернер              |                           |  |
| 2015 | Sucker                                          | укр. «Невдаха»                                | Професор                   |                           |  |
| 2016 | Alice Through the Looking Glass                 | Аліса в Задзеркаллі                           | пес Баярд                  | Актор дубляжу             |  |
| 2016 | Away                                            | Геть                                          | Джозеф                     |                           |  |
| 2016 | The Journey                                     | Подорож                                       | Іан Пейслі                 |                           |  |
| 2016 | Denial                                          | Заперечення                                   | Девід Ірвінг               |                           |  |
| 2016 | Stanley a Man of Variety                        | Стенлі — Людина Різноманітності               | Стенлі та ще 15 персонажів | сценарист та співпродюсер |  |
| 2017 | The Party                                       | Вечірка                                       | Білл                       |                           |  |
| 2017 | The Changeover                                  | Перехід                                       | Кармоді Брак               |                           |  |
| 2017 | Finding Your Feet                               | Познайомся з новими обставинами               | Чарлі                      |                           |  |
| 2018 | Early Man                                       | Дикі предки                                   | вождь Бобнар               | Актор дубляжу             |  |
| 2019 | The Corrupted                                   | Корупція                                      | Кліффорд Каллен            |                           |  |
| 2019 | This Time Away                                  | укр. «Цей день далеко»                        | Найджел                    | Короткометражний          |  |
| 2019 | Mrs Lowry & Son                                 | Місіс Лаурі та син                            | Лоуренс Лаурі              | [ 28 ]                    |  |
| 2020 | It Snows in Benidorm                            | укр. «У Бенідормі cніжить»                    | Пітер Ріордан              |                           |  |
| 2021 | The Obscure Life of the Grand Duke of Corsica   | укр. «Великий герцог Корсики»                 | Альфред Рот                |                           |  |
| 2021 | The Last Bus                                    | Останній автобус                              | Том                        | [ 30 ]                    |  |
| 2021 | Spencer                                         | Спенсер: Таємниця принцеси Діани              | Майор Алістер Грегорі      |                           |  |
| 2022 | This is Christmas                               | Це Різдво                                     | Рей                        |                           |  |
| 2022 | The Pale Blue Eye                               | Блідо-блакитне око                            | Сільван Теєр               |                           |  |
| 2023 | Northern Comfort                                | Північний комфорт                             | Едвард                     |                           |  |
| 2023 | Bolan's Shoes                                   | Взуття Болана                                 | Джиммі                     |                           |  |
| 2023 | Wicked Little Letters                           | Мерзенні посланнячка                          | Едвард Свон                |                           |  |

### Телебачення
- Вишневий сад (1981) — Семен Єпіходов;
- Олівер Твіст (1982) — 1-ий Констебль;
- Auf Wiedersehen, Pet[en] (1983—2004) — Баррі Тейлор;
- Знімання минулого (1999) — Освальд Бейтс;
- Пилососити повністю голою в раю (2001) — Томмі Рег;
- Мій будинок в Умбрії (2003) — Квінті;
- Таємничі істоти (2006) — Білл Ейнскоу;
- Блендінги (2013—2014) — Лорд Кларенс Емсворт;
- Електричні сни Філіпа К. Діка, серія «Проїзний квиток» (2018) — Ед Якобсон;
- ТОВ «Вічна благодать» (2019) — Донні;
- Шоста заповідь (майбутній) — Пітер Фаркуар.

### Комп'ютерні ігри
- Grand Theft Auto: Vice City Stories (2006) — Баррі Мікельтвейт (озвучення).

## Нагороди та номінації
| Рік  | Організація                             | Нагорода                                   | Номінована робота               | Результат |
| ---- | --------------------------------------- | ------------------------------------------ | ------------------------------- | --------- |
| 1996 | Премія БАФТА у кіно                     | Найкращий актор у головній ролі            | Таємниці і брехня               | Номінація |
| 2000 | Премія БАФТА у кіно                     | Найкращий актор другого плану              | Гармидер                        | Номінація |
| 1999 | Премія БАФТА у телебаченні              | Найкращий актор                            | Наш спільний друг               | Номінація |
| 2000 | Премія БАФТА у телебаченні              | Найкращий актор                            | Знімання минулого               | Номінація |
| 2002 | Премія БАФТА у телебаченні              | Найкращий актор                            | Пилососити повністю голою в раю | Номінація |
| 2001 | Премія британського незалежного кіно    | Найкращий актор                            | Щасливий випадок                | Номінація |
| 2002 | Премія британського незалежного кіно    | Найкращий актор                            | Все або нічого                  | Номінація |
| 2014 | Премія британського незалежного кіно    | Найкращий актор                            | Містер Тернер                   | Номінація |
| 2014 | Каннський кінофестиваль                 | Найкращий актор                            | Містер Тернер                   | Перемога  |
| 2008 | Кінопремія «Вибір критиків»             | Кращий акторський склад                    | Свіні Тодд                      | Номінація |
| 2002 | Європейська кінопремія                  | Найкращий актор                            | Все або нічого                  | Номінація |
| 2014 | Європейська кінопремія                  | Найкращий актор                            | Містер Тернер                   | Перемога  |
| 1997 | Премія Лондонського гуртка кінокритиків | Кращий британський актор року              | Таємниці і брехня               | Номінація |
| 2001 | Премія Лондонського гуртка кінокритиків | Актор року другого плану                   | Гармидер                        | Номінація |
| 2007 | Премія Лондонського гуртка кінокритиків | Британський актор року                     | Pierrepoint: The Last Hangman   | Номінація |
| 2010 | Премія Лондонського гуртка кінокритиків | Актор року другого плану                   | Проклятий Юнайтед               | Номінація |
| 2015 | Премія Лондонського гуртка кінокритиків | Актор року                                 | Містер Тернер                   | Номінація |
| 2015 | Премія Лондонського гуртка кінокритиків | Кращий британський актор року              | Містер Тернер                   | Перемога  |
| 2002 | Національна рада кінокритиків США       | Найкращий акторський склад                 | Ніколас Нікльбі                 | Перемога  |
| 2014 | Національна спілка кінокритиків США     | Найкращий актор                            | Містер Тернер                   | Перемога  |
| 2014 | Спільнота кінокритиків Нью-Йорка        | Найкращий актор                            | Містер Тернер                   | Перемога  |
| 2009 | Премія «Супутник»                       | Найкращий актор другого плану (кіно)       | Проклятий Юнайтед               | Номінація |
| 2010 | Премія Гільдії кіноакторів              | Найкращий акторський склад в ігровому кіно | Король говорить!                | Перемога  |